# Жетыбай Восточный
Восточный Жетыбай — газонефтяное месторождение расположено в Мангистауской области Казахстана в 110 км юго-восточнее г. Актау. Месторождение открыто в 1967 г.
Выделено 7 продуктивных горизонтов в среднеюрских отложениях.
Нефть VIII горизонта тяжелая, плотностью 895 кг/м³, малосернистая (0,15 %), высокопарафинистая (19 %), с большим содержанием силикагелевых смол (до 32,4 %) и асфальтенов (3,8 %). В залежах более глубоких горизонтов нефти имеют плотность 862—865 кг/м³, в них растет содержание парафина до 28,3 % (Х-А), сокращается содержание силикагелевых смол до 19,3 % (Х1-А,Б) с одновременным ростом содержания асфальтенов до 18,9 % (XI).
Газы газовых шапок (IX, Х-А, Х-Б пласты) содержат метана 85 % и тяжелых углеводородов — 8,6 — 15 %.
В настоящее время разработку месторождения ведёт компания ОАО «Мангистаумунайгаз». Добыча нефти 2010 году составила 53 тыс. тонн.

## Источник
- Справочник: Месторождения нефти и газа, Алматы — 2007.